# ...Famous Last Words...
| 전문가 평가                       | 전문가 평가 |
| 평가 점수                         | 평가 점수   |
| 출처                              | 점수        |
| --------------------------------- | ----------- |
| AllMusic                          | [ 3 ]       |
| The Encyclopedia of Popular Music | [ 4 ]       |
| The Rolling Stone Album Guide     | [ 5 ]       |
| Smash Hits                        | 8/10        |

《...Famous Last Words...》는 영국의 록 밴드 슈퍼트램프의 일곱 번째 스튜디오 음반으로, 1982년 10월 29일에 발매되었다. 이 음반은 1979년의 《Breakfast in America》에 이은 스튜디오 후속작이며, 보컬리스트이자 키보디스트, 기타리스트인 로저 호지슨이 솔로 경력을 위해 밴드를 떠난 마지막 음반이다. 따라서 이 음반은 밴드의 클래식 라인업 (호지슨, 데이비스, 헬리웰, 톰슨, 지벤버그)이 발매한 마지막 음반이기도 하다.
이 음반은 1982년 11월 27일, 빌보드 200 차트 3주차에 5위에 올랐으며, 미국에서 50만 장 이상의 판매로 골드 인증을 받았다. 또한 영국에서는 6위에 도달했고 10만 장 이상의 판매로 골드 인증을 받았다.
2002년 7월 30일에 A&M 레코드를 통해 리마스터 CD 버전이 발매되었다. 리마스터 CD는 오리지널 커버 아트를 모두 포함하고 있으며, CD 아트에는 녹색 가위 한 쌍과 검은 배경이 사용되었다.

## 배경 및 녹음
릭 데이비스와 로저 호지슨은 오랫동안 각자 따로 곡을 써왔지만, 항상 각 음반의 주제와 전체적인 방향성은 함께 구상해왔다. 하지만 《...Famous Last Words...》는 이 규칙의 예외가 되었다. 녹음에 앞서 몇 달간 캘리포니아주의 서로 다른 지역에 거주하면서 두 사람은 각자 자신만의 음반에 대한 비전을 구상했기 때문이다. 호지슨은 《Breakfast in America》와 같은 팝 음반을 다시 만들고 싶어 했고, 데이비스는 10분 길이의 곡 〈Brother Where You Bound〉를 중심으로 한 무거운 프로그레시브 록 음반을 구상했다.
밥 지벤버그에 따르면, "결국 두 사람 모두 자신의 형식과 이 음반에 대한 생각을 바꾸었다. 그래서 시작할 때의 모습보다 희석된 버전이 되었다. 정말 어느 쪽도 아닌 상태였다." 특히, 밴드는 〈Brother Where You Bound〉가 호지슨의 팝 곡들과 어울리기에는 너무 '무거워서' 제외하기로 결정했다. 슈퍼트램프는 이 곡을 다음 음반인 《Brother Where You Bound》 (1985년)에서 사용했는데, 그 시점에는 새로운 부분이 추가되어 원래 10분이던 곡이 16분 30초로 확장되었다.
언제나 그렇듯이, 수록곡들은 모두 공식적으로 데이비스/호지슨 공동 작곡으로 표기되어 있다. 그러나 슬리브 노트에서는 각 곡의 가사를 작성자별로 색상으로 구분하고 있다. 각 곡의 리드 보컬은 해당 곡의 작곡자와 동일하다. 〈Crazy〉, 〈It's Raining Again〉, 〈Know Who You Are〉, 〈C'est le bon〉, 〈Don't Leave Me Now〉는 호지슨이 작곡했으며, 〈Put on Your Old Brown Shoes〉, 〈Bonnie〉, 〈My Kind of Lady〉, 〈Waiting So Long〉은 데이비스가 작곡했다.

## 곡 목록
모든 곡들은 릭 데이비스와 로저 호지슨에게 표기되었다.
| #  | 제목                            | 작사·작곡 | 재생 시간 |
| -- | ------------------------------- | --------- | --------- |
| 1. | 〈Crazy〉                       | 호지슨    | 4:44      |
| 2. | 〈Put On Your Old Brown Shoes〉 | 데이비스  | 4:22      |
| 3. | 〈It's Raining Again〉          | 호지슨    | 4:24      |
| 4. | 〈Bonnie〉                      | 데이비스  | 5:37      |
| 5. | 〈Know Who You Are〉            | 호지슨    | 5:00      |

| #  | 제목                  | 작사·작곡 | 재생 시간 |
| -- | --------------------- | --------- | --------- |
| 6. | 〈My Kind of Lady〉   | 데이비스  | 5:15      |
| 7. | 〈C'est le bon〉      | 호지슨    | 5:32      |
| 8. | 〈Waiting So Long〉   | 데이비스  | 6:35      |
| 9. | 〈Don't Leave Me No〉 | 호지슨    | 6:24      |

## 인증
| 국가                                                  | 인증     | 판매량/출하량 |
| ----------------------------------------------------- | -------- | ------------- |
| 오스트레일리아 (ARIA)                                 | 플래티넘 | 50,000^       |
| 브라질                                                | —        | 200,000       |
| 캐나다 (뮤직 캐나다)                                  | 플래티넘 | 100,000^      |
| 프랑스 (SNEP)                                         | 플래티넘 | 400,000*      |
| 독일 (BVMI)                                           | 플래티넘 | 500,000^      |
| 네덜란드 (NVPI)                                       | 골드     | 50,000^       |
| 뉴질랜드 (RMNZ)                                       | 플래티넘 | 15,000^       |
| 영국 (BPI)                                            | 골드     | 100,000^      |
| 미국 (RIAA)                                           | 골드     | 500,000^      |
| 유고슬라비아                                          | —        | 26,565        |
| 요약                                                  |          |               |
| 유럽 1982-1985 sales                                  | —        | 2,000,000     |
| *판매량을 기반으로 한 인증 ^출하량을 기반으로 한 인증 |          |               |